# کافی-میت
کافی-میت (انگلیسی: Coffee-Mate) یک خامه‌ای‌کنندهٔ غیرلبنی است که توسط نستله تولید می‌شود و در قالب‌های پودر، مایع و مایع تغلیظ‌شده موجود است. این محصول در سال ۱۹۶۱ توسط شرکت کارنیشن به بازار ارائه شد.
یک بطری باز نشده از کافی میت می‌تواند تا دو سال بدون نگهداری در یخچال سالم بماند و پس از بازشدن به مدت دو هفته تازه بماند. این محصول در اداراتی که در آن‌ها یخچال ممکن است در دسترس نباشد محبوبیت دارد. کافی میت همچنین برای افرادی که نمی‌توانند لاکتوز را تحمل کنند مناسب است. پس از بازشدن، خامه‌ای‌کنندهٔ غیرلبنی مایع باید در یخچال نگهداری شود.